# Elisa Brunel
Elisa Brunel (Austin, 18 settembre 2004) è una nuotatrice artistica statunitense.

## Palmarès

### Coppa del Mondo
- 1 podio:
  - 1 secondo posto (1 nella gara a squadre)